# Raincourt
Pour les articles homonymes, voir Raincourt (homonymie).
Raincourt est une commune française située dans le département de la Haute-Saône, et la région administrative Bourgogne-Franche-Comté.

## Géographie

### Localisation
Raincourt est une commune de  la région culturelle et historique de Franche-Comté, située au nord de Jussey.
Elle se trouve dans la zone d'emploi de Vesoul et le bassin de vie de Jussey

### Communes limitrophes
Les communes limitrophes sont  Betaucourt, Blondefontaine, Cemboing, Jussey et Villars-le-Pautel.

### Géologie et relief
La superficie de la commune est de 8,28 km2 ; son altitude varie de 217  à   321 mètres.

### Hydrographie

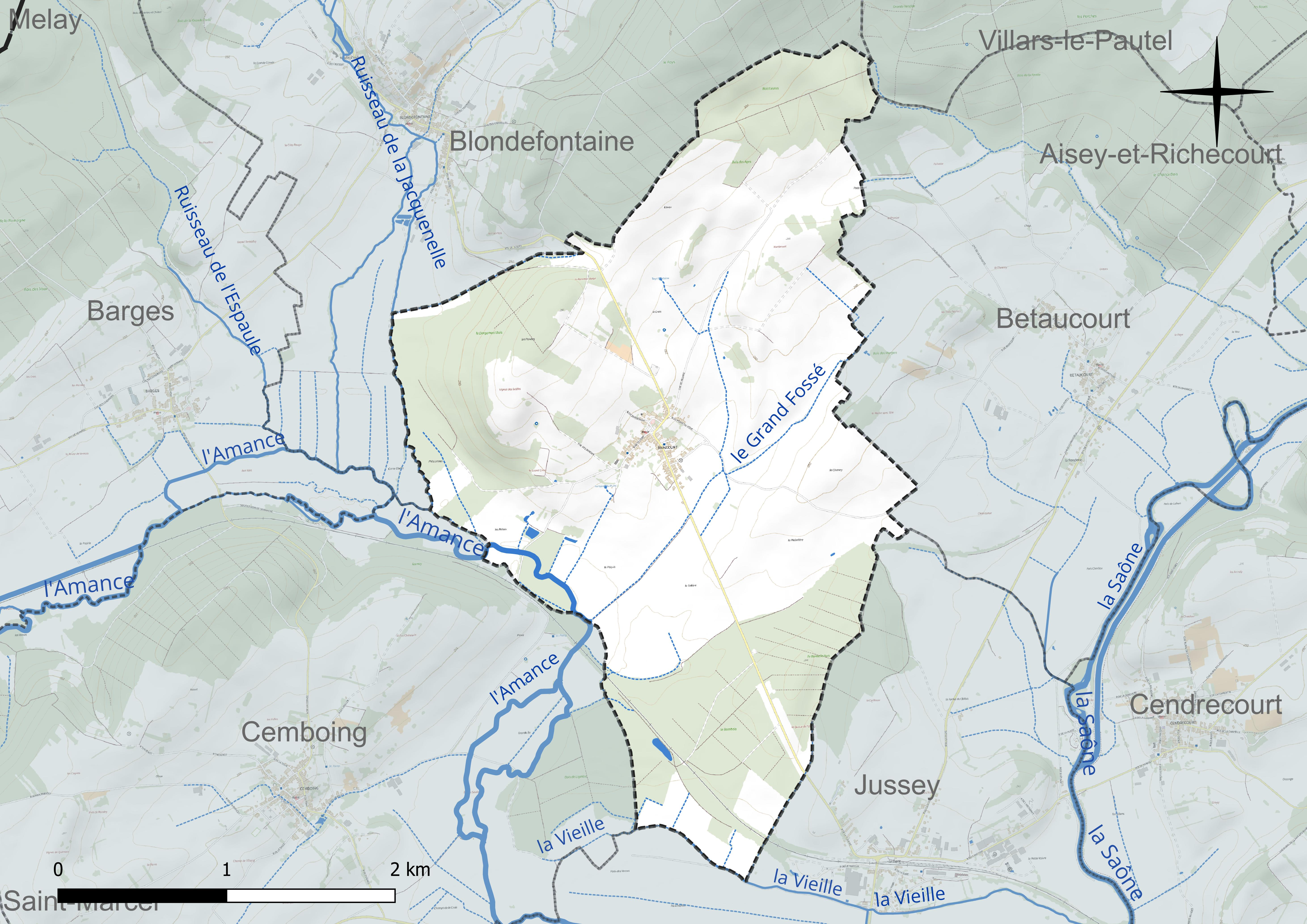
Carte hydrographique de la commune.

Raincourt est limité à lm'ouest par l'Amance, un des affluents de la Saône et donc l'un des sous-affluents du fleuve le Rhône.
Le Grand fossé s'y jette.

### Climat
Pour des articles plus généraux, voir Climat de la Bourgogne-Franche-Comté et Climat de la Haute-Saône.
En 2010, le climat de la commune est de type climat des marges montargnardes, selon une étude du Centre national de la recherche scientifique s'appuyant sur une série de données couvrant la période 1971-2000. En 2020, Météo-France publie une typologie des climats de la France métropolitaine dans laquelle la commune est dans une zone de transition entre le climat océanique altéré et le climat océanique altéré et est dans la région climatique  Lorraine, plateau de Langres, Morvan, caractérisée par un hiver rude (1,5 °C), des vents modérés et des brouillards fréquents en automne et hiver.
Pour la période 1971-2000, la température annuelle moyenne est de 10 °C, avec une amplitude thermique annuelle de 17,1 °C. Le cumul annuel moyen de précipitations est de 948 mm, avec 12,8 jours de précipitations en janvier et 9,6 jours en juillet. Pour la période 1991-2020, la température moyenne annuelle observée sur la station météorologique de Météo-France la plus proche, « Montureux-lès-Baulay », sur la commune de Montureux-lès-Baulay à 9 km à vol d'oiseau, est de 10,9 °C et le cumul annuel moyen de précipitations est de 907,3 mm. 
La température maximale relevée sur cette station est de 40,8 °C, atteinte le 25 juillet 2019 ; la température minimale est de −25 °C, atteinte le 26 février 1986,,.
Les paramètres climatiques de la commune ont été estimés pour le milieu du siècle (2041-2070) selon différents scénarios d'émission de gaz à effet de serre à partir des nouvelles projections climatiques de référence DRIAS-2020. Ils sont consultables sur un site dédié publié par Météo-France en novembre 2022.

## Urbanisme

### Typologie
Au 1er janvier 2024, Raincourt est catégorisée commune rurale à habitat dispersé, selon la nouvelle grille communale de densité à sept niveaux définie par l'Insee en 2022.
Elle est située hors unité urbaine et hors attraction des villes,.

### Occupation des sols

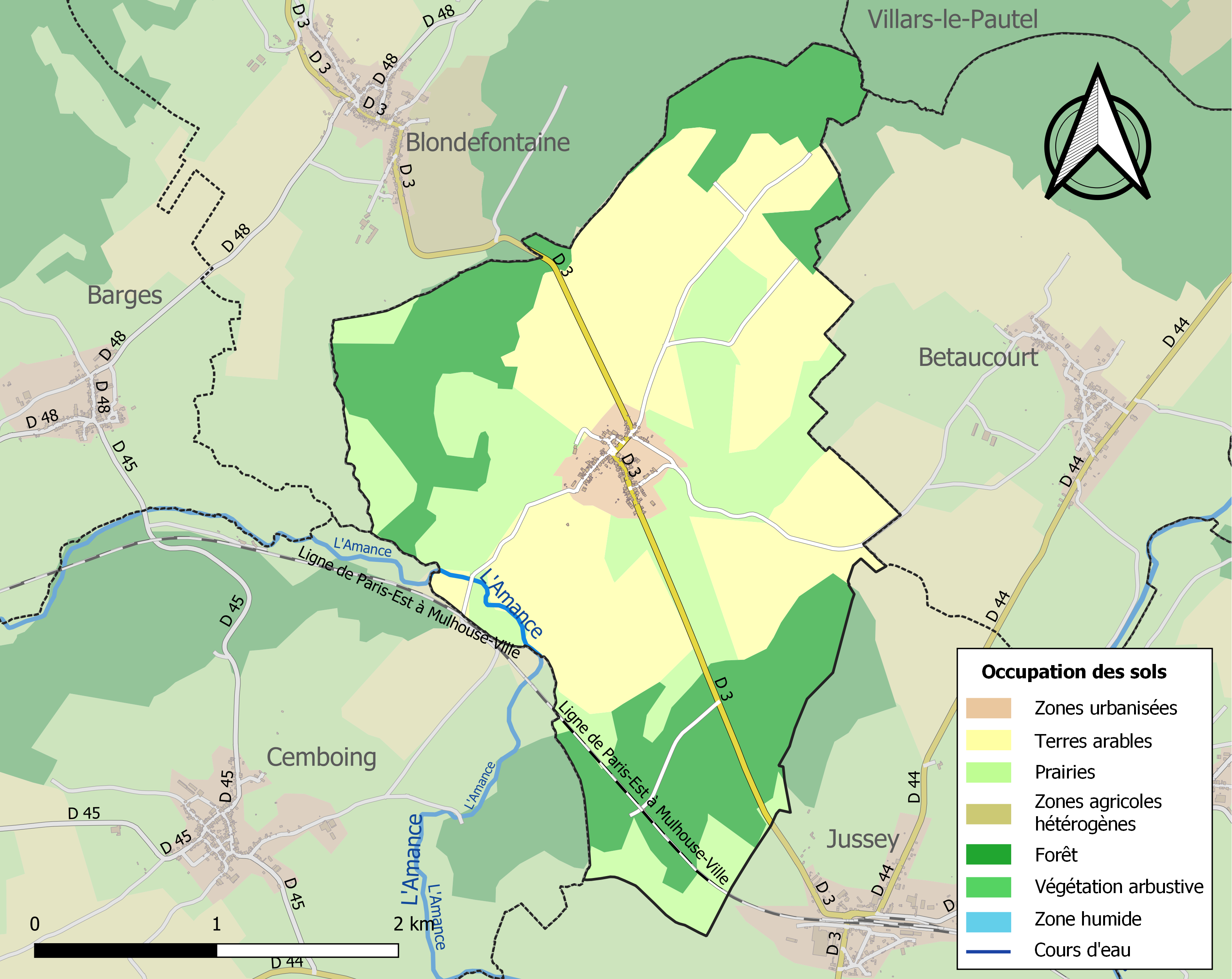
Carte des infrastructures et de l'occupation des sols de la commune en 2018 (CLC).

L'occupation des sols de la commune, telle qu'elle ressort de la base de données européenne d’occupation biophysique des sols Corine Land Cover (CLC), est marquée par l'importance des territoires agricoles (66,3 % en 2018), une proportion sensiblement équivalente à celle de 1990 (66,1 %).
La répartition détaillée en 2018 est la suivante : terres arables (39,6 %), forêts (30,4 %), prairies (26,7 %), zones urbanisées (3,3 %).
L'évolution de l’occupation des sols de la commune et de ses infrastructures peut être observée sur les différentes représentations cartographiques du territoire : la carte de Cassini (XVIIIe siècle), la carte d'état-major (1820-1866) et les cartes ou photos aériennes de l'IGN pour la période actuelle (1950 à aujourd'hui).

### Habitat et logement
En 2021, le nombre total de logements dans la commune était de 88, alors qu'il était de 91 en 2016 et de 88 en 2011.
Parmi ces logements, 56,1 % étaient des résidences principales, 20,3 % des résidences secondaires et 23,6 % des logements vacants. Ces logements étaient pour 95,6 % d'entre eux des maisons individuelles et pour 2,2 % des appartements.
Le tableau ci-dessous présente la typologie des logements à Raincourt en 2021 en comparaison avec celle de la Haute-Saône et de la France entière. Une caractéristique marquante du parc de logements est ainsi une proportion de résidences secondaires et logements occasionnels (20,3 %) supérieure à celle du département (6,2 %) et à celle de la France entière (9,7 %).
| Typologie                                               | Raincourt | Haute-Saône | France entière |
| ------------------------------------------------------- | --------- | ----------- | -------------- |
| Résidences principales (en %)                           | 56,1      | 83,2        | 82,2           |
| Résidences secondaires et logements occasionnels (en %) | 20,3      | 6,2         | 9,7            |
| Logements vacants (en %)                                | 23,6      | 10,6        | 8,1            |

### Voies de communication et transports
Raincourt- est desservie par la route départementale 3 qui traverse le département de la Haute-Saône du nord au sud

## Histoire

### Moyen Âge
La maison de Raincourt tire son nom du village de Raincourt. Cette seigneurie est possédée par la branche aînée de cette maison jusqu'au XVIe siècle. À cette époque elle est vendue par décret avec tous les biens d'Ambroise de Raincourt qui était le dernier mâle de cette lignée. C'est François de Saint-Belin, époux de Valentine de Raincourt, qui l'achète. Elle passe ensuite dans la maison de Vesoul par le mariage de Philipotte de Saint-Belin avec Georges de Vesoul le 15 avril 1597. Marguerite de Vesoul, petite-fille de Georges, la porte à François de Jouffroy, seigneur de Novillars et d'Amagney. Plus tard, par acquisition elle passe dans la maison de Deüilly avant d'être rachetée en 1757 par Jean-Baptiste, marquis de Raincourt.
Le plus ancien membre connu de cette maison est :
- Aymé de Raincourt, puis son fils :
- Guillaume de Raincourt qui est cité dans une donation faite à l'abbaye de Cherlieu par Guy de Chaumont vers 1180.
- Payen de Raincourt, chevalier, complète les dons faits à cette abbaye en 1211 par un arpent et demi de pré à Raincourt avec le consentement de son épouse Cécile et de ses enfants Robert, Étienne, Élisabeth et Dagone.
- Warnier et Hugues de Raincourt, tous deux vraisemblablement frères de Payen, approuvent la même année les dons de Payen et y ajoutent quatre arpents de prés à Betaucourt ainsi que le droit de pâturage sur toute leur terre. Simon de Raincourt, prêtre, reçoit des religieux de cette abbaye en 1250 un meix (ancienne coutume : habitation d’un cultivateur, jointe à autant de terre qu’il en faut pour l’occuper et le nourrir) à Raincourt[13].

### Époque contemporaine
La concession de sel de Mélecey est accordée au marquis de Raincourt vers 1845.

### Généalogie de la maison de Raincourt

Armoiries de la famille de Raincourt.

- Si vous ne connaissez pas le sujet, laissez ce bandeau (vous pouvez alors contacter les auteurs).
- Si vous supprimez le contenu mis en cause (vous pouvez préalablement contacter les auteurs),

argumentez précisément cette suppression dans la page de discussion
(un manque de référence n'est pas un argument ; une recherche réelle de référence doit avoir été effectuée, être formellement documentée).

### Rattachements administratifs et électoraux

#### Rattachements administratifs
La commune se trouve dans l'arrondissement de Vesoul du département de la Haute-Saône.
Elle faisait partie depuis 1793 du canton de Jussey. Dans le cadre du redécoupage cantonal de 2014 en France, cette circonscription administrative territoriale a disparu, et le canton n'est plus qu'une circonscription électorale.

#### Rattachements électoraux
Pour les élections départementales, la commune fait partie depuis 2014 d'un nouveau canton de Jussey porté de 22 à 65 communes.
Pour l'élection des députés, elle fait partie de la première circonscription de la Haute-Saône.

### Intercommunalité
Raincourt était membre de la  de la petite communauté de communes du Pays jusséen, un établissement public de coopération intercommunale (EPCI) à fiscalité propre créé en 1990 et auquel la commune avait transféré un certain nombre de ses compétences, dans les conditions déterminées par le code général des collectivités territoriales.
L'article 35 de la loi n° 2010-1563 du 16 décembre 2010 « de réforme des collectivités territoriales » prévoyait d'achever et de rationaliser le dispositif intercommunal en France, et notamment d'intégrer la quasi-totalité des communes françaises dans des EPCI à fiscalité propre, dont la population soit normalement supérieure à 5 000 habitants
Conformément aux prescriptions de la loi de réforme des collectivités territoriales du 16 décembre 2010, qui a prévu le renforcement et la simplification des intercommunalités et la constitution de structures intercommunales de grande taille, celle-ci a fusionné avec sa voisine pour former, le 1er janvier 2014, cette intercommunalité a fusionné avec sa voisine pour former, le 1er janvier 2017, la communauté  de communes du Haut Pays du Montreuillois, dont est désormais membre la commune.
Dans ce cadre, le schéma départemental de coopération intercommunale a prévu la fusion de cette intercommunalité avec d'autres, et l'intégration à la nouvelle structure de communes restées jusqu'alors isolées. Cette fusion, effective le 1er janvier 2013, a permis la création de la communauté de communes des Hauts du val de Saône, à laquelle la commune est désormais membre.

### Politique locale
Pour les élections municipales françaises de 2014, aucune candidature n'a été déclarée pour le premier tour. Une liste s'est constituée pour le second tour et a été élue.

### Liste des maires
| Période                                  | Période                        | Identité           | Étiquette | Qualité                                                                |
| ---------------------------------------- | ------------------------------ | ------------------ | --------- | ---------------------------------------------------------------------- |
| Les données manquantes sont à compléter. |                                |                    |           |                                                                        |
| 1959                                     | 1971                           | Hubert Gousset     |           |                                                                        |
| 1971                                     | 1997                           | Henri Barberot     |           |                                                                        |
| 1997                                     | mars 2001                      | Charles Perny      |           |                                                                        |
| mars 2001                                | mars 2008                      | Jean Del           | DVD       |                                                                        |
| mars 2008                                | avril 2014                     | Raymond Martel     |           |                                                                        |
| avril 2014,                              | juillet 2020                   | Sylvain Barthélémy |           | Technicien d’exploitation à la SICAE                                   |
| juillet 2020                             | En cours (au 30 novembre 2023) | Cédric Martel      |           | Profession intermédiaire administrative et commerciale des entreprises |

## Équipements et services publics

### Enseignement
L'école communale a fermé en 1987, et, depuis, les enfants de la commune sont scolarisés avec ceux de Blondefontaine, de Cemboing et de Barges dans le cadre d'un regroupement pédagogique intercommunal.

## Population et société

### Évolution démographique
L'évolution du nombre d'habitants est connue à travers les recensements de la population effectués dans la commune depuis 1793. Pour les communes de moins de 10 000 habitants, une enquête de recensement portant sur toute la population est réalisée tous les cinq ans, les populations de référence des années intermédiaires étant quant à elles estimées par interpolation ou extrapolation. Pour la commune, le premier recensement exhaustif entrant dans le cadre du nouveau dispositif a été réalisé en 2004.

En 2022, la commune comptait 110 habitants, en évolution de −11,29 % par rapport à 2016 (Haute-Saône : −1,4 %, France hors Mayotte : +2,11 %).
| 1793 | 1800 | 1806 | 1821 | 1831 | 1836 | 1841 | 1846 | 1851 |
| ---- | ---- | ---- | ---- | ---- | ---- | ---- | ---- | ---- |
| 662  | 630  | 597  | 583  | 660  | 638  | 614  | 592  | 569  |

| 1856 | 1861 | 1866 | 1872 | 1876 | 1881 | 1886 | 1891 | 1896 |
| ---- | ---- | ---- | ---- | ---- | ---- | ---- | ---- | ---- |
| 506  | 538  | 512  | 527  | 504  | 513  | 509  | 447  | 422  |

| 1901 | 1906 | 1911 | 1921 | 1926 | 1931 | 1936 | 1946 | 1954 |
| ---- | ---- | ---- | ---- | ---- | ---- | ---- | ---- | ---- |
| 387  | 378  | 339  | 279  | 284  | 284  | 237  | 214  | 218  |

| 1962 | 1968 | 1975 | 1982 | 1990 | 1999 | 2004 | 2006 | 2009 |
| ---- | ---- | ---- | ---- | ---- | ---- | ---- | ---- | ---- |
| 198  | 204  | 194  | 149  | 124  | 139  | 146  | 147  | 129  |

| 2014 | 2019 | 2022 | - | - | - | - | - | - |
| ---- | ---- | ---- | - | - | - | - | - | - |
| 123  | 116  | 110  | - | - | - | - | - | - |

## Culture locale et patrimoine

### Lieux et monuments

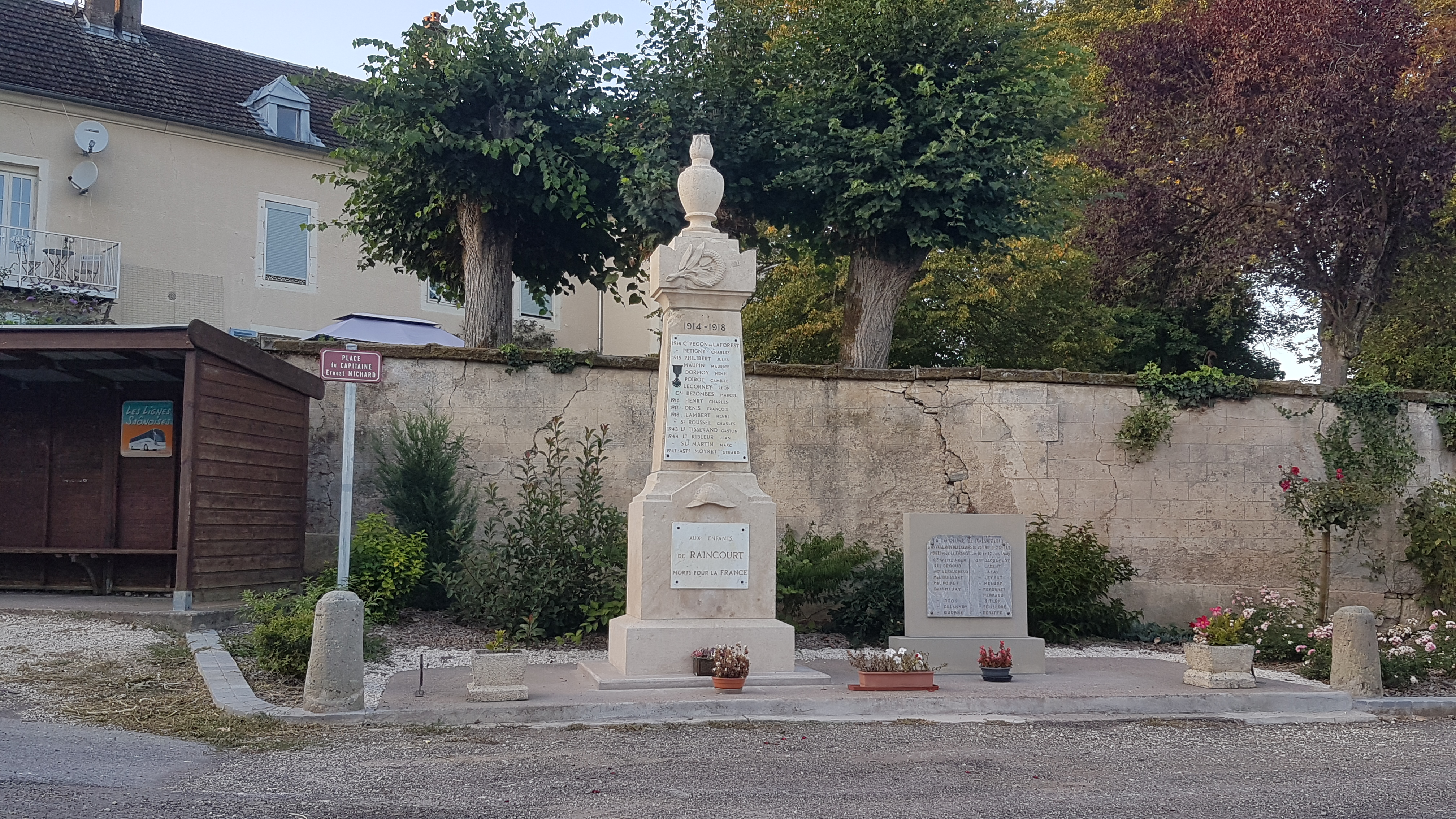
Le monument aux morts, dont le déplacement a été inauguré le 11 novembre 2018.

- Église Saint-Valbert.
- Monument aux morts.
- Fontaine centrale.
- Lavoirs.

### Personnalités liées à la commune
- Christophe de Raincourt (1601-1638) colonel de l'armée comtoise pendant la guerre de Dix ans, seigneur du lieu.
- Maïwène Barthelemy, actrice qui a reçu le César 2025  de meilleur espoir féminin pour son rôle dans le film Vingt Dieux réalisé par Louise Courvoisier, est originaire de la commune[27].

### Héraldique
| Blason de Raincourt | Blason  | De gueules à la croix d'or accompagnée de dix-huit billettes de même, cinq aux deux cantons du chef, et quatre à ceux de la pointe. |
| Blason de Raincourt | Détails | Le statut officiel du blason reste à déterminer.                                                                                    |